# Маска подсети
Маска подсети — битовая маска, позволяющая разделить IP-адрес на адрес подсети и адрес узла (хоста, компьютера, устройства) внутри этой подсети. 
Такое разделение производится путём проведения операции поразрядной конъюнкции ("побитовое И") над IP-адресом и маской. Результатом этой операции будет адрес подсети:
```
Маска подсети:  
11111111 11111111 1111111
0 00000000 (255.255.254.0)
IP-адрес:       
11000000 10101000 0000000
1 00000010
 (192.168.1.2)
Адрес сети:     
11000000 10101000 0000000
0 00000000 (192.168.0.0)
```

- часть маски, состоящая из единиц и определяющая адрес сети;
- адрес сети;
- диапазон адресов устройств в этой сети.

Так, например, узел с IP-адресом 12.34.56.78 и маской подсети 255.255.255.0 находится в сети 12.34.56.0.
Поскольку маска подсети всегда состоит из некоторого количества единичных битов, идущих подряд (начиная с самого старшего), её нередко записывают в сокращённом виде — указывая количество таких битов после косой черты. Так, в вышеприведённом примере маску подсети вместо 255.255.254.0 можно сокращённо записать как /23.
128-битная адресация в протоколе IPv6 осуществляется аналогичным образом. Так, адрес 2001:0DB8:0001:0000:6C1F:A78A:3CB5:1ADD с длиной префикса 32 бита (/32) будет находиться в сети 2001:0DB8::/32. 
Разбиение одной большой сети на несколько меньших позволяет упростить маршрутизацию. Например, пусть таблица маршрутизации некоторого маршрутизатора выглядит следующим образом:
| Сеть назначения | Маска сети    | Адрес шлюза |
| --------------- | ------------- | ----------- |
| 192.168.2.0     | 255.255.255.0 | 10.20.32.2  |
| 192.168.1.0     | 255.255.255.0 | 10.20.30.1  |
| 192.168.3.0     | 255.255.255.0 | 10.20.33.1  |

Пусть маршрутизатор получает пакет данных с адресом назначения 192.168.1.2. Он поочерёдно берёт каждую строчку из таблицы маршрутизации и применяет операцию «побитовое И» к адресу назначения (192.168.1.2) пакета и маске подсети (255.255.255.0). Если получившийся в результате этой операции адрес совпадает с адресом сети назначения в этой строчке (192.168.1.0), то маршрутизатор прекращает поиск и отправляет пакет на указанный адрес шлюза (10.20.30.1).
Битовые операции при расчёте адреса сети в IPv6 выглядят аналогично. Но в IPv6 можно просто рассчитать адрес сети по длине префикса, применив формулу: "длина префикса в битах" / 4 = "кол-во 0xF у адреса сети". Взяв полученное количество 0xF из адреса узла, получаем адрес сети.

## Маски при бесклассовой маршрутизации (CIDR)
Маски подсети являются основой метода бесклассовой маршрутизации (англ. CIDR). При этом подходе маску подсети записывают вместе с IP-адресом в формате «IP-адрес/количество единичных бит в маске». Число после знака дроби (т. н. длина префикса сети) означает количество единичных разрядов (бит) в маске подсети.
Рассмотрим пример записи диапазона IP-адресов в виде 10.96.0.0/11. В этом случае маска подсети будет иметь двоичный вид 1111_1111.1110_0000.0000_0000.0000_0000, или то же самое в десятичном виде: 255.224.0.0. 11 разрядов IP-адреса отводятся под адрес сети, а остальной 32-11=21 разряд полного адреса (1111_1111.1110_0000.0000_0000.0000_0000) — под локальный адрес в этой сети. Итого, 10.96.0.0/11 означает диапазон адресов от 10.96.0.0 до 10.127.255.255.
В следующей таблице в первом столбце на месте букв a, b, c, d должен располагаться адрес сети. Если присутствуют только три, две или одна буква, это значит, что администратор может указать лишь несколько чисел адреса, остальные же всегда будут равны 0.
| Адрес сети и её префикс | Последний адрес устройства относительно адреса подсети (то же, что обратная маска) | Маска подсети   | Количество адресов в подсети | Количество хостов в подсети | Класс подсети |
| ----------------------- | ---------------------------------------------------------------------------------- | --------------- | ---------------------------- | --------------------------- | ------------- |
| a.b.c.d/32              | 0.0.0.0                                                                            | 255.255.255.255 | 1                            | 1*                          | 1/256 C       |
| a.b.c.d/31              | 0.0.0.1                                                                            | 255.255.255.254 | 2                            | 2*                          | 1/128 C       |
| a.b.c.d/30              | 0.0.0.3                                                                            | 255.255.255.252 | 4                            | 2                           | 1/64 C        |
| a.b.c.d/29              | 0.0.0.7                                                                            | 255.255.255.248 | 8                            | 6                           | 1/32 C        |
| a.b.c.d/28              | 0.0.0.15                                                                           | 255.255.255.240 | 16                           | 14                          | 1/16 C        |
| a.b.c.d/27              | 0.0.0.31                                                                           | 255.255.255.224 | 32                           | 30                          | 1/8 C         |
| a.b.c.d/26              | 0.0.0.63                                                                           | 255.255.255.192 | 64                           | 62                          | 1/4 C         |
| a.b.c.d/25              | 0.0.0.127                                                                          | 255.255.255.128 | 128                          | 126                         | 1/2 C         |
| a.b.c.0/24              | 0.0.0.255                                                                          | 255.255.255.000 | 256                          | 254                         | 1 C           |
| a.b.c.0/23              | 0.0.1.255                                                                          | 255.255.254.000 | 512                          | 510                         | 2 C           |
| a.b.c.0/22              | 0.0.3.255                                                                          | 255.255.252.000 | 1024                         | 1022                        | 4 C           |
| a.b.c.0/21              | 0.0.7.255                                                                          | 255.255.248.000 | 2048                         | 2046                        | 8 C           |
| a.b.c.0/20              | 0.0.15.255                                                                         | 255.255.240.000 | 4096                         | 4094                        | 16 C          |
| a.b.c.0/19              | 0.0.31.255                                                                         | 255.255.224.000 | 8192                         | 8190                        | 32 C          |
| a.b.c.0/18              | 0.0.63.255                                                                         | 255.255.192.000 | 16 384                       | 16 382                      | 64 C          |
| a.b.c.0/17              | 0.0.127.255                                                                        | 255.255.128.000 | 32 768                       | 32 766                      | 128 C         |
| a.b.0.0/16              | 0.0.255.255                                                                        | 255.255.000.000 | 65 536                       | 65 534                      | 256 C = 1 B   |
| a.b.0.0/15              | 0.1.255.255                                                                        | 255.254.000.000 | 131 072                      | 131 070                     | 2 B           |
| a.b.0.0/14              | 0.3.255.255                                                                        | 255.252.000.000 | 262 144                      | 262 142                     | 4 B           |
| a.b.0.0/13              | 0.7.255.255                                                                        | 255.248.000.000 | 524 288                      | 524 286                     | 8 B           |
| a.b.0.0/12              | 0.15.255.255                                                                       | 255.240.000.000 | 1 048 576                    | 1 048 574                   | 16 B          |
| a.b.0.0/11              | 0.31.255.255                                                                       | 255.224.000.000 | 2 097 152                    | 2 097 150                   | 32 B          |
| a.b.0.0/10              | 0.63.255.255                                                                       | 255.192.000.000 | 4 194 304                    | 4 194 302                   | 64 B          |
| a.b.0.0/9               | 0.127.255.255                                                                      | 255.128.000.000 | 8 388 608                    | 8 388 606                   | 128 B         |
| a.0.0.0/8               | 0.255.255.255                                                                      | 255.000.000.000 | 16 777 216                   | 16 777 214                  | 256 B = 1 A   |
| a.0.0.0/7               | 1.255.255.255                                                                      | 254.000.000.000 | 33 554 432                   | 33 554 430                  | 2 A           |
| a.0.0.0/6               | 3.255.255.255                                                                      | 252.000.000.000 | 67 108 864                   | 67 108 862                  | 4 A           |
| a.0.0.0/5               | 7.255.255.255                                                                      | 248.000.000.000 | 134 217 728                  | 134 217 726                 | 8 A           |
| a.0.0.0/4               | 15.255.255.255                                                                     | 240.000.000.000 | 268 435 456                  | 268 435 454                 | 16 A          |
| a.0.0.0/3               | 31.255.255.255                                                                     | 224.000.000.000 | 536 870 912                  | 536 870 910                 | 32 A          |
| a.0.0.0/2               | 63.255.255.255                                                                     | 192.000.000.000 | 1 073 741 824                | 1 073 741 822               | 64 A          |
| a.0.0.0/1               | 127.255.255.255                                                                    | 128.000.000.000 | 2 147 483 648                | 2 147 483 646               | 128 A         |
| 0.0.0.0/0               | 255.255.255.255                                                                    | 000.000.000.000 | 4 294 967 296                | 4 294 967 294               | 256 A         |

* Чтобы в сетях с такой размерностью маски возможно было разместить хосты, отступают от правил, принятых для работы в остальных сетях.
Возможных узлов подсети меньше количества адресов на два: начальный адрес сети резервируется для идентификации подсети, последний адрес используется в качестве широковещательного адреса (возможны исключения в виде адресации в IPv4 сетей /32 и /31).

## Выбор маски для подсети
Если {\displaystyle n} — количество компьютеров в подсети, округлённое до ближайшей большей степени двойки, и {\displaystyle n\leqslant 254} (для сетей класса C), то маска подсети вычисляется по следующей формуле: {\displaystyle 2^{8}-n-2}, где двойка вычитается, так как один IP-адрес (первый в задаваемом маской диапазоне) является IP-адресом подсети и ещё один IP-адрес (последний в задаваемом маской диапазоне) является широковещательным адресом (для отправки данных всем узлам подсети). Для {\displaystyle n>254} будет другая формула.
Пример: в некой подсети класса C есть 30 компьютеров; маска для такой сети вычисляется следующим образом:
```
2
8
 - 30 - 2 = 
224
 = 
E0
h
;
маска: 255.255.255.
224
 = 
0x
FF.FF.FF.
E0
.
```